# Cassandra Jenkins
Cassandra Jenkins é uma cantora-compositora e instrumentalista de ambient pop e folk-pop estadunidense baseada em Brooklyn, Nova Iorque.

## Biografia
Cassandra Jenkins nasceu em uma família de músicos em Nova Iorque; seus pais tocavam em cruzeiros na década de 1980. Ela aprendeu a tocar violão e cantar ainda muito nova. Antes dos 12 anos, ela participou de uma turnê com a banda de sua família tocando música folk em festivais.
Jenkins se formou pela Escola de Design de Rhode Island em 2006, onde estudou artes visuais. Por dois anos, ela trabalhou como assistente editorial no The New Yorker.

## Carreira
Jenkins lançou seu extended play de estreia intitulado EP em abril de 2013, seguido por um álbum intitulado Play Till You Win em 2017, que recebeu críticas positivas. Seu segundo álbum, An Overview on Phenomenal Nature, foi lançado e bem recebido pela crítica em fevereiro de 2021, incluindo produção pelo multi-instrumentalista Josh Kaufman.
Jenkins atuou como musicista de apoio para Eleanor Friedberger e Craig Finn, e teria feito uma turnê com a banda Purple Mountains antes da morte de David Berman em 2019.

## Discografia

### Álbuns de estúdio
- Play Till You Win (2017)
- An Overview on Phenomenal Nature (2021)

### EPs
- EP (2013)

### Compilações
- (An Overview on) An Overview on Phenomenal Nature (2021)

### Álbuns ao vivo
- Cassandra Jenkins on Audiotree Live (2018)
- Live in Foxen Canyon (2018)

### Singles
- "Rabbit" (2013)
- "Perfect Day" (2014)
- "Hotel Lullaby" (Acoustic) (2019)
- "Things to You" (2020)
- "Michelangelo" (2021)[11]
- "Hard Drive" (2021)[12]